# Елбинген
Елбинген (њем. Elbingen) општина је у њемачкој савезној држави Рајна-Палатинат. Једно је од 192 општинска средишта округа Вестервалд. Према процјени из 2010. у општини је живјело 297 становника. Посједује регионалну шифру (AGS) 7143501.

## Географски и демографски подаци
Елбинген се налази у савезној држави Рајна-Палатинат у округу Вестервалд. Општина се налази на надморској висини од 380 метара. Површина општине износи 2,3 km². У самом мјесту је, према процјени из 2010. године, живјело 297 становника. Просјечна густина становништва износи 129 становника/km².